# آسامی ساتو
آسامی ساتو (به انگلیسی: Asami Sato) یک شخصیت خیالی در مجموعهٔ پویانمایی تلویزیونی افسانه کورا نیکلودئون است که از سال ۲۰۱۲ تا ۲۰۱۴ پخش شد. این شخصیت و سریال، دنباله‌ای برای آواتار: آخرین بادافزار، توسط مایکل دانته دی‌مارتینو و برایان کونیتزکو خلق شدند. صداپیشگی او بر عهده سیچل گابریل بود.
بر خلاف بسیاری از شخصیت‌های دنیای افسانه کورا، آسامی قادر نیست یکی از عناصر آب، خاک، آتش یا باد را «افزارش» یا به صورت دورجنبی مهار کند. او تنها فرزند هیروشی ساتو صنعتگر ثروتمند است که «ساتومبیل» را اختراع کرد و دفتر مرکزی شرکت او، صنایع آینده، در شهر جمهوری قرار دارد. آسامی یک مهندس آموزش دیده، خلبان و راننده ماهر و مبارز غیرمسلح ماهر است.
آسامی با انتشارش مورد استقبال قرار گرفت. بسیاری از منتقدان از این که نتیجه گذشته او یک علاقه عاشقانه برای ماکو بود راضی بودند و احساس کردند که این رابطه ارزش احیای مجدد را ندارد. با این حال، استقبال از رابطه او با کورا بیشتر مثبت بود.